# Halticopterina magnistipes
Halticopterina magnistipes är en stekelart som beskrevs av Andersen 1990. Halticopterina magnistipes ingår i släktet Halticopterina och familjen puppglanssteklar. Inga underarter finns listade i Catalogue of Life.